# Darko Kovačević
Darko Kovačević (* 18. listopadu 1973) je bývalý srbský/jugoslávský fotbalový útočník, který si v kariéře zahrál za Real Sociedad nebo Juventus FC. Reprezentoval nejprve Jugoslávii a posléze národní tým Srbska a Černé Hory. Zúčastnil se MS 1998 a ME 2000.

## Klubová kariéra
Ze Srbska zamířil do Anglie, kde jej zaměstnal prvoligový Sheffield Wednesday, ale toto angažmá nepatřilo mezi úspěšné.
Ještě ve stejném roce odešel do Realu Sociedad za částku 2,5 milionu britských liber.

### Real Sociedad
Ve své třetí sezóně se stal nejlepším střelcem v Poháru UEFA, byť o toto prvenství se dělil s Enricem Chiesou a Tomaszem Kulawikem. Jeho osm gólů dopomohlo postoupit do třetího kola (de facto osmifinále). Sociedad se ve španělské lize umístil na 10. pozici. V létě roku 1999 pak přestoupil do italského Juventusu za 12 milionů britských liber.

### Juventus
Během dvou sezón v Juventusu se neúspěšně snažil vybojoval pozici v základní sestavě. Trenér Carlo Ancelotti měl k dispozici hvězdy v podobě Alessandra del Piera a Filippa Inzaghiho.
Dostával tak příležitost spíše v Poháru UEFA.
Tam se v sezóně 1999/00 se gólově prosadil na hřišti Omonie Nikósie a přispěl k výhře 5:2.
V letním přestupovém období roku 2000 se dostal do hledáčku skotských Rangers, ale zůstal v Itálii.
V ročníku 2000/01 zaznamenal gól v Lize mistrů, když na hřišti Hamburku snížil na 1:2. Domácí Hamburk přesto nakonec zvítězil 3:1, Juventus hrál totiž celou druhou půli bez dvou vyloučených, Zidaneho a Davidse.
Italský celek nakonec ze skupiny nepostoupil. Kovačević byl během dalšího léta součástí transferu mezi Juventusem a Laziem; chilský forvard Marcelo Salas putoval z Říma do Turína, Kovačević a navíc další peníze naopak do Říma. Pro oba útočníky šlo později o nepovedené angažmá.

### Real Sociedad podruhé
Kovačević patřil spolu s Kahvecim, Westerveldem a Kvarmem mezi několik příchozích posil trenéra Toshacka v průběhu sezony 2001/02.
Toshack ale dostal v březnu 2002 výpověď, tým převzal sportovní ředitel Roberto Olabe, který se s týmem umístil třináctý, stejně jako minulou a i předminulou sezónu.
V létě se stal novým trenérem Raynald Denoueix, který učinil z dvojice Kovačić-Kahveci nebezpečný útok, který v sezóně 2002/03 dohromady nastřílel 43 branek. Kovačević se trefil už v úvodním derby proti Bilbau (vedené Juppem Heynckesem), který Real Sociedad opanoval 4:2.
Ve druhém zápase na Espanyolu dvěma góly rozhodl o další výhře, tentokráte 3:1.
Ve třetím dalšími dvěma góly zachránil domácí remízu 3:3 s Betisem.
V polovině listopadu baskický klub odcestoval na Santiago Bernabéu, stadion Realu Madrid. Kovačević se dostal do několika příležitostí a dokonce trefil brankovou konstrukci, ale zápas skončil remízou 0:0.
V domácím zápase proti Barceloně sice otevřel skóre Kluivert, Kovačević ale dvěma góly otočil zápas na 2:1.
V dubnu před domácím zápasem proti Realu Madrid nebylo baskické mužstvo v optimální formě. Kovačević po dvou minutách otevřel skóre, ve 20. minutě pak navýšil na 2:0 ve vítězném zápase, jenž Baskové i díky dalším gólům Kahveciho a Xabi Alonsa vyhráli 4:2.
Madridský velkoklub nakonec mistrovský titul vybojoval s dvoubodovým náskokem na Real Sociedad.
V dalším ročníku se Baskové v La Lize umístili až patnáctí, předvedli však dobré výkony v rámci Ligy mistrů.
V pozdějších letech se duo Kovačević-Kahveci soustředilo na odvrácení sestupu.

### Olympiakos Pireus
Mezi roky 2007 až 2009 působil v řeckém Olympiakosu, kde jej trénoval Španěl Ernesto Valverde.

## Reprezentační kariéra
V přátelském zápase Jugoslávie a Mexika 16. listopadu 1995 v Monterrey zaznamenal hattrick a hlavně díky němu Jugoslávie zvítězila 4:1.
Roku 1998 si zahrál na mistrovství světa. V prvním zápase proti Íránu přišel na hřiště v 68. minutě, o několik minut později vstřelil vítězný gól Jugoslávie Mihajlović.
Ve druhém zápase proti Německu jej trenér Santrač nasadil do základu. Kovačević se odměnil tím, že asistoval gólu Stojkoviće na 2:0, následně byl však vystřídán. Německo do konce zápasu stihlo vyrovnat na 2:2.
Do dalších dvou zápasů už nezasáhl, Jugoslávie skončila šampionát v osmifinále.
Kovačević byl koučem Boškovem nominován na EURO 2000, kde se Jugoslávie ve skupině „C“ střetla se Španělskem, Norskem a Slovinskem. V prvním zápase se Slovinskem Jugoslávie prohrávala o poločase 0:1 a v 57. minutě to bylo už 0:3.
Kovačević šel ze hřiště ještě za stavu 0:2, a to v 52. minutě a jeho náhrada Milošević dvěma góly pomohl zachránit alespoň remízu 3:3.
Kovačević byl pouze na lavičce během dalších dvou zápasů, jako náhradník pak vstoupil na hřiště do čtvrtfinále proti Nizozemsku. To ale vyhrálo vysoko 6:1.